# Juan José Soto
Juan José Soto (* 1826 in Uruguay; † 30. März 1899 in Buenos Aires, Argentinien) war ein uruguayischer Politiker.
Soto, der der Partido Blanco angehörte, wurde 1853 vom uruguayischen Staatspräsident Juan Francisco Giró zum Legationssekretär an der Seite des Botschafters Andrés Lamas in Rio de Janeiro ernannt. Soto hatte als Repräsentant des Departamento Canelones in der 11. und 12. Legislaturperiode im Zeitraum vom 15. Februar 1873 bis zum 9. März 1876 ein Titularmandat als Abgeordneter in der Cámara de Representantes inne. Sein Sohn war Héctor Soto, der spätere Direktor der in Montevideo erschienenen Tageszeitung La Patria.